# Aleucanitis saisani
Aleucanitis saisani är en fjärilsart som beskrevs av Otto Staudinger 1882. Aleucanitis saisani ingår i släktet Aleucanitis och familjen nattflyn. Inga underarter finns listade i Catalogue of Life.